# Gamble Fish
Gamble Fish (ギャンブルフィッシュ) est un manga écrit par Aoyama Hiromi et dessiné par Yamane Kazutoshi. Il a été prépublié entre 2007 et 2010 dans le magazine Weekly Shōnen Champion de l'éditeur Akita Shoten et a été compilé en un total de 19 volumes.

## Synopsis
Shirasagi Tomu, adolescent de 14 ans arrive dans la prestigieuse académie de Shishidou où est formée la future élite japonaise. Cependant il n'est pas là pour étudier, mais transformer une pièce de 100 yens en plusieurs milliards de yen en pariant. 
Bien vite, il sera confronté à des adversaires de plus en plus intelligents et astucieux.

## Personnages
- Tomu Shirasagi
- Reiji Abidani
- Yuka Tsukiyono
- Natsumi Kimura
- Kazuki Mizuhara
- Megumi Akino
- Nana Hiruko

## Liste des volumes
- Volume 1  (ISBN 978-4-253-20911-3)
- Volume 2  (ISBN 978-4-253-20912-0)
- Volume 3  (ISBN 978-4-253-20913-7)
- Volume 4  (ISBN 978-4-253-20914-4)
- Volume 5  (ISBN 978-4-253-20915-1)
- Volume 6  (ISBN 978-4-253-20916-8)
- Volume 7  (ISBN 978-4-253-20917-5)
- Volume 8  (ISBN 978-4-253-20918-2)
- Volume 9  (ISBN 978-4-253-20919-9)
- Volume 10  (ISBN 978-4-253-20920-5)
- Volume 11  (ISBN 978-4-253-20944-1)
- Volume 12  (ISBN 978-4-253-20945-8)
- Volume 13  (ISBN 978-4-253-20946-5)
- Volume 14  (ISBN 978-4-253-20947-2)
- Volume 15  (ISBN 978-4-253-20948-9)
- Volume 16  (ISBN 978-4-253-20949-6)
- Volume 17  (ISBN 978-4-253-20950-2)
- Volume 18  (ISBN 978-4-253-20951-9)
- Volume 19  (ISBN 978-4-253-20952-6)